# Aboutaleb Talebi
Aboutaleb Talebi Gorgori (persiska: ابوطالب طالبی گرگری), född 10 april 1945 i Marani i Kermanshah i Iran, död 21 juli 2008 i Teheran, var en iransk brottare. Han vann en bronsmedalj i bantamviktsklassen i fristil vid olympiska sommarspelen 1968. Han vann också tre bronsmedaljer vid världsmästerskapen 1966, 1967 och 1969.